# Liste der denkmalgeschützten Ensembles in München

Lage der denkmalgeschützten Ensembles in München

Auf dieser Seite sind alle Baudenkmäler der bayerischen Landeshauptstadt München aufgelistet, die nicht als Einzelbauwerk unter Denkmalschutz stehen, sondern als Ensemble. Grundlage ist die Bayerische Denkmalliste, die auf Basis des bayerischen Denkmalschutzgesetzes vom 1. Oktober 1973 erstmals erstellt wurde und seither durch das Bayerische Landesamt für Denkmalpflege geführt und aktualisiert wird. Die folgenden Angaben ersetzen nicht die rechtsverbindliche Auskunft der Denkmalschutzbehörde.

## Liste
Eine kurze Beschreibung der in dieser Liste aufgezählten Ensembles ist in der nach Stadtteilen unterteilten Liste der Baudenkmäler in München enthalten.
| Ensemble                                        | Art                                   | Entstehungszeit                            | Stadtteil                                              | Akten-Nr.     | Bild |
| ----------------------------------------------- | ------------------------------------- | ------------------------------------------ | ------------------------------------------------------ | ------------- | ---- |
| Altstadt                                        | Historischer Stadtkern                | 1158 erstmals erwähnt                      | Altstadt (Liste)                                       | E-1-62-000-1  |      |
| Ortskern Allach                                 | Historischer Ortskern                 | 774 erstmals erwähnt                       | Allach (Liste)                                         | E-1-62-000-2  |      |
| Alte Heide                                      | Siedlung                              | 1919–1927                                  | Schwabing (Liste)                                      | E-1-62-000-3  |      |
| Altschwabing                                    | Historischer Ortskern                 | 782 erstmals erwähnt                       | Schwabing (Liste)                                      | E-1-62-000-4  |      |
| Ortskern Aubing                                 | Historischer Ortskern                 | 1000 erstmals erwähnt                      | Aubing (Liste)                                         | E-1-62-000-5  |      |
| Barbarasiedlung                                 | Siedlung                              | 1909–1916                                  | Schwabing-West (Liste)                                 | E-1-62-000-6  |      |
| Schloss Blutenburg                              | Schloss                               | 13. Jahrhundert                            | Obermenzing (Liste)                                    | E-1-62-000-78 |      |
| Bogenhausen                                     | Historischer Ortskern                 | 768 erstmals erwähnt                       | Bogenhausen (Liste)                                    | E-1-62-000-7  |      |
| Parkstadt Bogenhausen                           | Siedlung                              | 1955/1956                                  | Bogenhausen (Liste)                                    | E-1-62-000-69 |      |
| Ortskern Daglfing                               | Historischer Ortskern                 | 839 erstmals erwähnt                       | Daglfing (Liste)                                       | E-1-62-000-8  |      |
| Dom-Pedro-Platz                                 | Platzanlage                           | ab 1899                                    | Neuhausen (Liste)                                      | E-1-62-000-9  |      |
| Dreimühlenviertel                               | Siedlung                              | ab 1898                                    | Isarvorstadt (Liste)                                   | E-1-62-000-87 |      |
| Ortskern Englschalking                          | Historischer Ortskern                 | 1231/1234 erstmals erwähnt                 | Englschalking (Liste)                                  | E-1-62-000-10 |      |
| Feldmochinger Straße                            | Straßenzug                            | 19. Jahrhundert                            | Feldmoching (Liste)                                    | E-1-62-000-11 |      |
| Feldmüllersiedlung                              | Siedlung                              | 1840–1845                                  | Obergiesing (Liste)                                    | E-1-62-000-12 |      |
| Ortskern Forstenried                            | Historischer Ortskern                 | 1716 erstmals erwähnt                      | Forstenried (Liste)                                    | E-1-62-000-15 |      |
| Franz-Prüller-Straße                            | Straßenzug                            | 16. Jahrhundert                            | Au (Liste)                                             | E-1-62-000-13 |      |
| Gut Freiham                                     | Gutshof mit Schloss                   | 17. Jahrhundert                            | Aubing (Liste)                                         | E-1-62-000-14 |      |
| Schloss Fürstenried mit Umgebung                | Schloss mit Parkanlage                | 1715–1717                                  | Fürstenried (Liste)                                    | E-1-62-000-16 |      |
| Gärtnerplatzviertel                             | Stadtviertel                          | ab 1861                                    | Isarvorstadt (Liste)                                   | E-1-62-000-17 |      |
| Villenkolonie Gern                              | Siedlung                              | 1892                                       | Neuhausen (Liste)                                      | E-1-62-000-18 |      |
| Gollierplatz                                    | Platzanlage                           | ab 1889                                    | Schwanthalerhöhe (Liste)                               | E-1-62-000-19 |      |
| Gotzinger Platz                                 | Platzanlage                           | ab 1892                                    | Sendling (Liste)                                       | E-1-62-000-20 |      |
| Ortskern Großhadern                             | Historischer Ortskern                 | 1065 erstmals erwähnt                      | Hadern (Liste)                                         | E-1-62-000-21 |      |
| Großmarkthalle                                  | Markthalle                            | 1910–1912                                  | Sendling (Liste)                                       | E-1-62-000-88 |      |
| Gymnasiumskolonie Pasing                        | Siedlung                              | ab 1894                                    | Pasing (Liste)                                         | E-1-62-000-86 |      |
| Ortskern Haidhausen                             | Historischer Ortskern                 | 808 erstmals erwähnt                       | Haidhausen (Liste)                                     | E-1-62-000-22 |      |
| Hans-Sachs-Straße                               | Straßenzug                            | 1897–1900                                  | Isarvorstadt (Liste)                                   | E-1-62-000-23 |      |
| Gartenstadt Harlaching                          | Siedlung                              | 1909                                       | Harlaching (Liste)                                     | E-1-62-000-90 |      |
| Ortskern Johanneskirchen                        | Historischer Ortskern                 | 815 erstmals erwähnt                       | Johanneskirchen (Liste)                                | E-1-62-000-24 |      |
| Kriegersiedlung                                 | Siedlung                              | 1920er Jahre                               | Sendling-Westpark (Liste)                              | E-1-62-000-72 |      |
| Ortskern Langwied                               | Historischer Ortskern                 | 1269 erstmals erwähnt                      | Langwied (Liste)                                       | E-1-62-000-25 |      |
| Platzfolge Lehel                                | Platzanlage                           | spätes 19. Jahrhundert                     | Lehel (Liste)                                          | E-1-62-000-26 |      |
| Leopoldstraße (Forum) mit Schackstraße          | Platzanlage                           | ab 1900                                    | Maxvorstadt (Liste), Schwabing (Liste)                 | E-1-62-000-27 |      |
| Lilienstraße                                    | Straßenzug                            | 18. Jahrhundert                            | Au (Liste)                                             | E-1-62-000-28 |      |
| Ortskern Lochhausen                             | Historischer Ortskern                 | 1269 erstmals erwähnt                      | Lochhausen (Liste)                                     | E-1-62-000-29 |      |
| Wohnanlagen am Loehleplatz                      | Siedlung                              | 1907–1927                                  | Ramersdorf (Liste)                                     | E-1-62-000-30 |      |
| Ludwigstraße / Odeonsplatz                      | Straßenzug                            | 1816–50                                    | Maxvorstadt (Liste)                                    | E-1-62-000-31 |      |
| Martiusstraße                                   | Straßenzug                            | 1906–1908                                  | Schwabing (Liste)                                      | E-1-62-000-32 |      |
| Maximilianstraße                                | Straßenzug                            | ab 1856                                    | Lehel (Liste)                                          | E-1-62-000-33 |      |
| Maxvorstadt I                                   | Stadtviertel                          | ab 1802                                    | Maxvorstadt (Liste)                                    | E-1-62-000-34 |      |
| Maxvorstadt II                                  | Stadtviertel                          | ab 1808                                    | Maxvorstadt (Liste)                                    | E-1-62-000-35 |      |
| Mondstraße                                      | Straßenzug                            | ab 1875                                    | Untergiesing (Liste)                                   | E-1-62-000-36 |      |
| Ortskern Moosach                                | Historischer Ortskern                 | 807 erstmals erwähnt                       | Moosach (Liste)                                        | E-1-62-000-37 |      |
| Moosschwaige                                    | Gutshof                               | 19. Jahrhundert                            | Aubing (Liste)                                         | E-1-62-000-73 |      |
| Flachsiedlung Neuharlaching                     | Siedlung                              | 1928–1930                                  | Harlaching (Liste)                                     | E-1-62-000-38 |      |
| Siedlung Neuhausen                              | Siedlung                              | 1928–1930                                  | Neuhausen (Liste)                                      | E-1-62-000-39 |      |
| Villenkolonie Neu-Pasing I                      | Siedlung                              | 1892                                       | Obermenzing (Liste), Pasing (Liste)                    | E-1-62-000-51 |      |
| Villenkolonie Neu-Pasing II                     | Siedlung                              | 1897                                       | Obermenzing (Liste), Pasing (Liste)                    | E-1-62-000-50 |      |
| Villenkolonie Neuwittelsbach                    | Siedlung                              | spätes 19. Jahrhundert                     | Neuhausen (Liste)                                      | E-1-62-000-40 |      |
| Nockherstraße                                   | Straßenzug                            | 18. Jahrhundert                            | Au (Liste)                                             | E-1-62-000-41 |      |
| Nordschwabing                                   | Siedlung                              | 2. Hälfte des 19. Jahrhunderts             | Schwabing (Liste), Schwabing-West (Liste)              | E-1-62-000-42 |      |
| Schloss Nymphenburg mit Park und Schlossrondell | Schloss mit Parkanlage                | ab 1664                                    | Nymphenburg (Liste)                                    | E-1-62-000-43 |      |
| Ortskern Oberföhring                            | Historischer Ortskern                 | 750 erstmals erwähnt                       | Oberföhring (Liste)                                    | E-1-62-000-44 |      |
| Ortskern Obermenzing                            | Historischer Ortskern                 | 817/1315 erstmals erwähnt                  | Obermenzing (Liste)                                    | E-1-62-000-77 |      |
| Ohmstraße                                       | Straßenzug                            | ab 1900                                    | Schwabing (Liste)                                      | E-1-62-000-46 |      |
| Olympiapark                                     | Sportstätte mit Park- und Wohnanlagen | 1968–1972                                  | Milbertshofen (Liste)                                  | E-1-62-000-70 |      |
| Orffstraße                                      | Straßenzug                            | ca. 1900                                   | Neuhausen (Liste)                                      | E-1-62-000-47 |      |
| Ostbahnhofviertel                               | Stadtviertel                          | ab 1870                                    | Haidhausen (Liste)                                     | E-1-62-000-48 |      |
| Ortskern Pasing                                 | Historischer Ortskern                 | 763 erstmals erwähnt                       | Pasing (Liste)                                         | E-1-62-000-49 |      |
| Ortskern Perlach                                | Historischer Ortskern                 | 790 erstmals erwähnt                       | Perlach (Liste)                                        | E-1-62-000-52 |      |
| Pipping                                         | Historischer Ortskern                 | 1440 erstmals erwähnt                      | Obermenzing (Liste)                                    | E-1-62-000-53 |      |
| Prinzregentenstraße                             | Straßenzug                            | 1891–1901                                  | Bogenhausen (Liste), Haidhausen (Liste), Lehel (Liste) | E-1-62-000-54 |      |
| Ortskern Ramersdorf                             | Historischer Ortskern                 | ca. 1006–1022 erstmals erwähnt             | Ramersdorf (Liste)                                     | E-1-62-000-55 |      |
| Mustersiedlung Ramersdorf                       | Siedlung                              | 1934                                       | Ramersdorf (Liste)                                     | E-1-62-000-56 |      |
| Richard-Wagner-Straße                           | Straßenzug                            | ab 1900                                    | Maxvorstadt (Liste)                                    | E-1-62-000-57 |      |
| Siedlung am Gößweinsteinplatz                   | Siedlung                              | 1938/39                                    | Aubing (Liste)                                         | E-1-62-000-71 |      |
| St.-Anna-Platz                                  | Platzanlage                           | spätes 19. Jahrhundert                     | Lehel (Liste)                                          | E-1-62-000-58 |      |
| Villenkolonie Schlosspark Laim                  | Siedlung                              | 1912                                       | Laim (Liste)                                           | E-1-62-000-59 |      |
| Sebastianskirche mit Umgebung                   | Platzanlage                           | 1928/29                                    | Schwabing-West (Liste)                                 | E-1-62-000-60 |      |
| Ortskern Solln                                  | Historischer Ortskern                 | Ende des 11. Jahrhunderts erstmals erwähnt | Solln (Liste)                                          | E-1-62-000-82 |      |
| Solln-Bertelestraße                             | Historischer Ortskern                 | Ende des 11. Jahrhunderts erstmals erwähnt | Solln (Liste)                                          | E-1-62-000-61 |      |
| Stadtlohner Straße                              | Straßenzug                            | 1909–11                                    | Laim (Liste)                                           | E-1-62-000-62 |      |
| Tucherpark                                      | Stadtviertel                          | ab 1965                                    | Schwabing (Liste)                                      | E-1-62-000-80 |      |
| Ortskern Untersendling                          | Historischer Ortskern                 | ca. 779–806 erstmals erwähnt               | Sendling (Liste)                                       | E-1-62-000-65 |      |
| Stockwerksiedlung Walchenseeplatz               | Siedlung                              | 1927–1930                                  | Obergiesing (Liste)                                    | E-1-62-000-74 |      |
| Widenmayerstraße                                | Straßenzug                            | ab 1893                                    | Lehel (Liste)                                          | E-1-62-000-66 |      |
| Wiesenviertel                                   | Stadtviertel                          | spätes 19. Jahrhundert                     | Ludwigsvorstadt (Liste)                                | E-1-62-000-67 |      |
| Wohnanlage Zielstattstraße-Nelkenweg            | Siedlung                              | 1918–1927                                  | Obersendling (Liste)                                   | E-1-62-000-68 |      |
| Zwangsarbeiterlager Neuaubing                   | Arbeitslager                          | 1942/43                                    | Aubing (Liste)                                         | E-1-62-000-79 |      |
| Zeilenbauten Friedenheim                        | Reihenhäuser als Zeilenbauten         | 1928/30                                    | Laim (Liste)                                           | E-1-62-000-94 |      |

## Ehemalige Ensembles
| Ensemble     | Art                   | Entstehungszeit       | Stadtteil            | Akten-Nr.     | Bild |
| ------------ | --------------------- | --------------------- | -------------------- | ------------- | ---- |
| Thalkirchen  | historischer Ortskern | 1268 erstmals erwähnt | Thalkirchen (Liste)  | E-1-62-000-63 |      |
| Untermenzing | historischer Ortskern | 1315 erstmals erwähnt | Untermenzing (Liste) | E-1-62-000-64 |      |